# El último hombre (novela)
El último hombre en la tierra es una novela apocalíptica de ciencia ficción escrita por Mary Shelley, publicada por primera vez en 1826. El libro narra la historia de un mundo futurista que ha sido arrasado por una plaga. La novela fue criticada duramente en su época, y permaneció prácticamente en el anonimato hasta que los historiadores la resucitaron en la década de 1960. Es notable en parte por sus retratos semi-biográficos de figuras románticas pertenecientes al círculo de Shelley, particularmente el esposo de Mary Shelley Percy Bysshe Shelley y Lord Byron. 

## Personajes
Lionel Verney: El último hombre, es el hijo huérfano de un noble empobrecido. Lionel es originalmente libre y guarda resentimiento ante la nobleza basándose en su padre. Sin embargo, cuando traba amistad con Adrian, comienza a actuar de una manera civilizada y a educarse. Verney es una forma autobiográfica de Mary Shelley.
Adrian: Hijo del último rey de Inglaterra, Adrian sigue los principios de la doctrina republicana. Es motivado por la filosofía y la filantropía, más que por la ambición. Está basado en Percy Bysshe Shelley.
Lord Raymond: Es un ambicioso joven noble. Raymond adquiere fama por sus esfuerzos como militar luchando para Portugal contra el Imperio otomano, pero finalmente elige al amor por sobre su ambición de convertirse en el rey de Inglaterra. En su lugar, se convierte en Protector de Inglaterra antes de regresar a Grecia. Raymond está motivado por la pasión y la ambición antes que sus principios, y está basado en Lord Byron.
Perdita: Hermana de Lionel, y esposa de Raymond. Creciendo como huérfana, Perdita es independiente, desconfiada y orgullosa, pero se ablanda al enamorarse de Raymond, hacia quien es completamente fiel. 
Idris: Hermana de Adrian, y esposa de Verney. Es cariñosa, maternal y trabajadora.
Condesa de Windsor Madre de Adrian e Idris, es una princesa austríaca y antigua reina de Inglaterra. Es altanera y ambiciosa, y maquina la idea de restaurar la monarquía en sus hijos. 
Evadne: Es una princesa griega de quien Adrian se enamora, pero que ama a Raymond. Es devota y orgullosa, incluso cuando cae en la pobreza. 
Clara: Hija de Raymond y Perdita.
Alfred y Evelyn: Hijos de Verney e Idris.
Ryland: Líder del Partido Democrático Popular, Ryland tiene grandes planes para la abolición de la nobleza antes de la plaga, pero es incapaz de gobernar Inglaterra durante la misma. 
Merrival: Es un astrónomo quien es escéptico hacia la plaga, especulando que aquella condición en la Tierra se llevaría a cabo en seis mil años, hasta que su familia muere.  
Lucy Martin: Una joven que elige entre casarse con un hombre adinerado pero repulsivo o esperar a su verdadero amor, para complacer a su anciana madre. Su devoción hacia ella casi provoca que Lucy quede abandonada en Inglaterra después del exilio. 
El impostor: Sin nombre. Es un profeta falso, que crea una secta religiosa radical en oposición a Adrian, en Francia. 
Juliet: Es una joven noble, que se une al partido del impostor para alimentar a su hijo, pero más tarde es asesinada cuando se descubre quién era el impostor.

## Argumento

### Introducción
Mary Shelley declaró que en 1818 descubrió en la verdadera cueva de la Sibila en Cumas, cerca de Nápoles, una colección de escrituras proféticas en distintos lenguajes. Luego editó aquellas escrituras adaptándolas a la narrativa vigente, en un relato que describe la vida de un hombre al final del siglo XXI, el cual prueba ser el último hombre vivo.

### Volumen 1
El padre de Lionel Verney es un noble querido por el Rey de Inglaterra, pero el Rey cae en la desgracia y en la pobreza debido a sus problemas con el juego, para desagrado de la Reina. Se va de la Corte para acabar con su vida en Cumberland, pero antes le envía al Rey una carta apasionada suplicándole que cuidase de sus dos hijos, Lionel y Perdita. La carta jamás llega a destino, y tampoco la ayuda, por lo que los niños crecen como huérfanos salvajes y poco civilizados. Lionel se convierte en cazador y pescador furtivo y Perdita alimenta su extraño aislamiento.
En 2073 el Rey abdica del trono, y se crea una república, por lo que la familia real comienza a residir en Windsor. Tras la muerte del Rey, la Condesa trata de criar a su hijo, a Adrian, quien reclama el trono, pero Adrian se opone a su madre y desarrolla los principios de la doctrina republicana. Adrian se muda a Cumberland donde Lionel, quien guarda rencor hacia Adrian y su familia por su abandono de la familia Verney, intenta aterrorizar y enfrentar a Adrian. Queda sorprendido por la naturaleza bondadosa de Adrian y por su explicación de que había encontrado la carta hacía poco tiempo. Lionel y Adrian se convierten en amigos íntimos, y Lionel adquiere civilización y conocimientos filosóficos gracias a la influencia de Adrian.  
Tras pasar un tiempo como secretario en Viena, Lionel regresa a Inglaterra para enfrentar el desorden entre su familia. Lord Raymond, quien adquiere fama por su papel en la guerra entre Grecia y Turquía había regresado a Inglaterra para ocupar un cargo político, pero pronto Perdita y Evadne se enamoran de él. Descubriendo que su amada, Evadne, está enamorada de Raymond, Adrian marcha al exilio, supuestamente enloquecido. Raymond trata de contraer matrimonio con Idris (de quien Lionel está enamorado) como un primer paso para convertirse en Rey, con la ayuda de la Condesa. Sin embargo, finalmente elige a su amor por Perdita por sobre su ambición, y se casan. Bajo el cuidado de Lionel, Adrian se recupera, aunque sigue estando débil físicamente. Al descubrir el amor entre Idris y Lionel, la Condesa planea engañar a Idris proporcionándole drogas, llevándola a Austria y obligándola a contraer matrimonio por conveniencias políticas. Idris descubre la trampa y huye con Lionel, quien se casa con ella poco después. La Condesa va a Austria, con resentimiento hacia sus hijos y hacia Lionel. 
Adrian y las dos parejas pasan años felices en el Castillo de Windsor, hasta que Raymond decide intentar ser Protector de Inglaterra, logrando su objetivo tras vencer a su rival, Ryland. Perdita pronto se adapta a su nueva posición social, mientras que Raymond comienza a ser querido por el pueblo como administrador benevolente. Descubre, sin embargo, que Evadne, luego de la ruina financiera y política de su esposo (una consecuencia de sus propias fallas políticas) vive en la pobreza y la oscuridad en Londres, reacia a pedir ayuda. Raymond intenta ayudar a Evadne llevándola a trabajar como secretaria basándose en sus habilidades artísticas, y más tarde la emplea como enfermera, pero Perdita descubre la relación y sospecha una posible infidelidad. Sus sospechas despiertan el orgullo de Raymond y su naturaleza apasionada, y ambos se separan. Raymond renuncia a su posición y se muda a Grecia para seguir en la lucha, acompañado por un tiempo por Adrian. Poco después de que el herido Adrian regresa a Inglaterra, crecen los rumores de que Raymond había sido asesinado. Perdita, fiel pese a todo, convence a Lionel de llevar a ella y a Clara a Grecia para encontrarlo.

### Volumen 2
Lionel encuentra y ayuda a negociar para lograr el regreso de Raymond al ejército griego. Luego de su recuperación, Raymond y Lionel vuelven a unirse a la guerra, liderando una invasión a Constantinopla. Durante una batalla, Lionel descubre a Evadne, que está agonizando por haber sido herida al pelear en la guerra. Antes de su muerte, Evadne predice la muerte de Raymond, una profecía que confirma las sospechas de Raymond. La intención de Raymond de entrar a Constantinopla causa disensión y deserción entre el ejército debido a unos reportes recibidos anunciando la plaga. Raymond entra a la ciudad solo, y pronto muere en un incendio. Es llevado a Atenas para su entierro. 
Perdita anuncia su decisión de permanecer en Atenas junto a la tumba de Raymond, completamente sola. Lionel, sin embargo, decide colocarla bajo el efecto de las drogas y la lleva de regreso a Inglaterra. Cuando despierta en el barco, se ahoga a sí misma.
En 2092, mientras Lionel y Adrian intentan regresar a sus vidas normales, la plaga continúa esparciéndose por Europa y América, y un reporte de un sol negro causa pánico en el  mundo. Inglaterra parece estar a salvo, pero pronto la plaga llega hacia el país. Ryland, recientemente el Protector, no está preparado para la plaga, por lo que huye hacia el norte, y  muere solo entre una pila de provisiones. Adrian toma el poder y se muestra muy efectivo  de mantener el orden y la humanidad en Inglaterra, pese a que la plaga crece verano tras verano. Pronto comienzan a llegar barcos a Irlanda con sobrevivientes de América, quienes saquean Irlanda y Escocia antes de invadir Inglaterra. Adrian moviliza una fuerza militar en contra suya, pero finalmente logra resolver la situación en forma pacífica.

### Volumen 3
Los pocos sobrevivientes restantes deciden abandonar Inglaterra en busca de un clima más fácil. En la víspera de su partida Alfred se enferma, y en su camino a casa Lionel tiene una breve confrontación con un hombre moribundo, de quien se contagia la plaga. Alfred muere, pero Lionel logra recuperarse, siendo la única persona en sobrevivir a la infección. Poco después de llegar a Dover Lionel recibe una carta de Lucy Martin, quien no había podido unirse a los exiliados debido a la enfermedad de su madre. Lionel e Idris viajan por una tormenta de nieve para ayudar a Lucy, pero Idris, débil por los años de estrés y temores maternales, muere en el camino. Lionel y la Condesa, quienes habían alimentado el resentimiento el uno hacia el otro luego de su casamiento, se reconcilian ante la tumba de Idris. Lionel recupera a Lucy (cuya madre había muerto), y el grupo llega a Dover en camino a Francia. 
En Francia, Adrian descubre que los primeros inmigrantes se habían dividido en facciones, entre ellos una secta fanática religiosa liderada por un falso Mesías, quien dice que sus seguidores se salvarían de la enfermedad. Adrian une la mayor parte de las facciones, pero este último grupo declara violencia en contra de Adrian. Lionel escapa a París, en donde se había establecido la secta, para tratar de rescatar a Juliet. Ella se niega a irse porque el impostor se había apoderado de su bebé, pero ayuda a Lionel a escapar. Más tarde, cuando el bebé de Juliet cae enfermo, ésta descubre que el impostor había estado ocultando los efectos de la plaga a sus seguidores. Muere cuando trata de prevenir a los otros fieles, luego de que el impostor se suicide, y sus seguidores regresan al cuerpo principal de los exiliados a Versalles. 
Los exiliados viajan a Suiza, esperando poder pasar el verano en un clima más frío, menos favorable para la plaga. Para la época en que llegan a Suiza, sin embargo, todos excepto cuatro de ellos (Lionel, Adrian, Clara, y Evelyn) habían muerto. Los cuatro pasan un tiempo relativamente feliz en Suiza, Milán y Como, antes del fallecimiento de Evelyn por tifus. Los sobrevivientes tratan de cruzar el mar Adriático hacia Grecia, pero una tormenta repentina causa la muerte de Clara y Adrian, quienes se ahogan. Lionel, el último hombre, nada hacia la costa de Ravenna. Vive en Roma hasta el año 2100 escribiendo su historia, luego de lo cual planea navegar por las costas del mar Mediterráneo buscando a otros sobrevivientes.

## Temática

### Elementos biográficos
Varios de los personajes centrales están basados total o parcialmente en conocidos de Shelley. Ésta tenía prohibido por su suegro, Si, publicar una biografía de su marido, por lo que lo recordó, junto a otros, en El último hombre. El utópico Adrian, quien lleva a sus seguidores a la búsqueda de un paraíso natural y muere cuando su bote se hunde en una tormenta, es un retrato ficticio de Percy Bysshe Shelley, aunque otros personajes menores tales como Merrival también actúan como Percy. 
Lord Raymond, quien deja Inglaterra para pelear por Grecia y muere en Constantinopla, está basado en Lord Byron. La novela expresa el dolor de Mary Shelley ante la pérdida de su Círculo, como los llamaba, y Lionel Verney ha sido analizado como una combinación de sus sentimientos de pérdida y aburrimiento luego de sus muertes y las de sus hijos.
Se supone que Shelley obtuvo inspiración de la novela de Jean-Baptiste Cousin de Grainville Le Dernier Homme (1805), traducida en 1806 como Omegarus and Syderia.

### Falta de ideales políticos románticos
El último hombre no sólo lamenta la pérdida de los amigos de Shelley, sino que también cuestiona los ideales políticos del Romanticismo. En un sentido, la plaga es metafórica, ya que el idilio revolucionario del grupo de la élite se ve corroído dentro de los defectos de la naturaleza humana. Como declara el historiador Kari Lokke, «en su negativa de ubicar a la humanidad en el centro del universo, cuestiona nuestra posición privilegiada en relación a la naturaleza; por lo tanto, El último hombre constituye un desafío profundo y profético al humanismo occidental». Específicamente, Mary Shelley, al hacer referencias a la falla de la Revolución francesa, y a las respuestas de William Godwin, Mary Wollstonecraft, y Edmund Burke hacia la misma, «ataca a la fe de la Ilustración de la inevitabilidad del progreso a través del esfuerzo colectivo».

### Aislamiento
Hugh Luke argumenta que «Al terminar su historia con la imagen del habitante solitario de la Tierra, ha llevado la idea de la novela hacia la condición de que el ser individual está esencialmente aislado y, por lo tanto, vive en una tragedia» (xvii). Shelley comparte la temática de aislamiento trágico con la poesía de Lord Byron y William Wordsworth.

## Historia de publicaciones y recepción
Dos ediciones de El último hombre fueron publicadas por Henry Colburn en Londres en 1826, y una edición en París en 1826 por Galignani. Una edición ilegal fue impresa en América en 1833. El último hombre recibió las peores críticas de todas las novelas de Mary Shelley: la mayoría de los críticos se mofaron de la temática general de la dureza, la cual era muy común durante las dos décadas anteriores. Muchos calificaron al libro como «repugnante», criticaron su «crueldad sin sentido», y describieron a la imaginación de la autora «muerta». La reacción sobresaltó a Mary Shelley, quien le prometió a su editor realizar un libro más popular la próxima vez. No obstante, más tarde se refirió a El último hombre como una de sus obras favoritas. La novela no volvió a publicarse hasta 1965. En el siglo XX volvió a atraer la atención de la crítica, tal vez porque su dureza había vuelto a ser relevante.